# Лунета
Лунета (lat. luna - месец) је архитектонски елемент рашчлањења зида. То је полукружно поље обрубљено каменим оквиром поврх портала, врата или прозора. Обично испуњена рељефом, осликанa мозаиком или фреском. Карактеристичан је архитектонски елемент зграда прекривених сводовима, тачније дела зида који настаје из пресека свода са самим зидом. У случају свода са луковима, лунета добија полукружни облик.  Лунетама се називају и лучни делови олтарског крила и полукружне слике на древним плафонима.
Посебно је занимљива у историји уметности јер је често украшавана фрескама или другим сликама, и скулптурама. Лунете су у средњовековној архитектури и посебно у романици биле основне површине на којима су се развијали фигуративни прикази. Лунете у структури плафона Сикстинске капеле инспирисале су Микеланђела да смисли веома инвентивне композиције.
Слични фрагменти троугластог облика називају се забат.